# Три дерева (гравюра Рембрандта)
«Три дерева» (нидерл. De drie bomen) — офорт выдающегося голландского художника: живописца, рисовальщика и гравёра, Рембрандта Харменса ван Рейна, существующий в единственном «состоянии» (обычно Рембрандт в процессе работы делал много промежуточных оттисков, фиксировавших отдельные этапы, называемых «состояниями»). Это самый большой офорт Рембрандта с изображением пейзажа.

## Интерпретация
Изображение трудно интерпретировать, тем не менее исследователи высказывают предположение, что три дерева символизируют три креста Распятия (под таким названием существует ещё один знаменитый офорт Рембрандта: «Три креста»). Утихающая гроза слева и мрачные кучевые облака подчёркивают драматическую атмосферу, присутствующую благодаря контрастам света и тени, типичным для искусства Рембрандта.
Пейзаж оживлен башнями далекого города, возможно, Амстердама вдоль дамбы Зейдерзее, на который надвигается дождь, полями, на которых видны люди, коровы и лошади. Высоко в небе летит стая птиц. Слева стоит рыбак, а рядом сидит его жена с корзиной. Справа на холме расположился художник, недалеко от него запряженная телега. В зарослях прячется пара влюбленных (мелкие фигурки еле заметны, что подчёркивает главное: это сам пейзаж). Появление странноватых разводов облаков слева связано с тем, что Рембрандт использовал пластину с отвергнутым наброском для ранее созданного офорта «Смерть Девы Марии» (нидерл. Dood van de Maagd Maria). Подпись автора и дата видны с большим трудом.

## Особенности композиции
Рембрандт выходит в этой композиции за привычные рамки обыденных пейзажей, спокойных и безмятежных, чтобы создать гравюру «грандиозного романтизма» (как это делает художник в картине «Грозовой пейзаж», 1639). Композиция этой работы — одна из самых замечательных среди многих произведений Рембрандта: три дерева, тёмная масса которых, контрастируя с небом, перенесена в правую, «сильную долю» изобразительной поверхности. Согласно принципам гештальтпсихологии взгляд зрителя невольно движется слева направо вдоль «сильной диагонали», в то время как гроза «уходит» влево, что усиливает скрытое напряжение всей композиции, подчёркнутое тональными контрастами, свойственными искусству чёрно-белой графики.